# Nam Tae-hee
Nam Tae-hee (Koreaans: 남태희; Busan, 3 juli 1991) is een Zuid-Koreaans voetballer die doorgaans speelt als middenvelder. In juli 2024 verruilde hij Yokohama F. Marinos voor Jeju United. Nam maakte in 2011 zijn debuut in het Zuid-Koreaans voetbalelftal.

## Clubcarrière
Nam speelde in de jeugd in Zuid-Korea en verkaste in 2007 door een uitwisselingsproject naar Reading. Na een jaar wilde de club hem behouden, maar door overheidsregels moest hij terugkeren. Hierop tekende hij een contract bij het Franse Valenciennes. Hij debuteerde voor de Franse club op 8 augustus 2009, toen met 1–3 verloren werd van AS Nancy. Hij werd door coach Philippe Montanier als invaller voor José Saez ingezet. Met zijn optreden in dit duel werd Nam de jongste Aziatische speler in de Ligue 1 ooit. In de winterstop van het seizoen 2011/12 verkaste de middenvelder naar het Qatarese Lekhwiya, waar hij de naar Al-Wakrah verkaste Nashat Akram moest vervangen. Op 1 januari 2012 debuteerde de Zuid-Koreaan voor zijn nieuwe club. Op die dag werd met 1–1 gelijkgespeeld tegen Al-Kharaitiyat. Nam verkaste in juli 2019 binnen Qatar naar Al-Sadd, waar hij voor drie jaar tekende. Twee jaar later keerde hij terug naar zijn oude club, inmiddels spelend onder de naam Al-Duhail. In de zomer van 2023 verkaste Nam naar Yokohama F. Marinos, om een jaar later bij Jeju United te gaan spelen.

## Clubstatistieken
| Seizoen | Club                | Competitie   | Competitie | Competitie | Beker | Beker | Internationaal | Internationaal | Totaal | Totaal |
| Seizoen | Club                | Competitie   | Wed.       | Dlp.       | Wed.  | Dlp.  | Wed.           | Dlp.           | Wed.   | Dlp.   |
| ------- | ------------------- | ------------ | ---------- | ---------- | ----- | ----- | -------------- | -------------- | ------ | ------ |
| 2009/10 | Valenciennes        | Ligue 1      | 6          | 0          | 3     | 0     | —              | —              | 9      | 0      |
| 2010/11 | Valenciennes        | Ligue 1      | 18         | 0          | 3     | 0     | —              | —              | 21     | 0      |
| 2011/12 | Valenciennes        | Ligue 1      | 13         | 0          | 0     | 0     | —              | —              | 13     | 0      |
| 2011/12 | Lekhwiya            | Stars League | 10         | 5          | 0     | 0     | 6              | 1              | 16     | 6      |
| 2012/13 | Lekhwiya            | Stars League | 19         | 6          | 5     | 1     | 7              | 0              | 31     | 7      |
| 2013/14 | Lekhwiya            | Stars League | 24         | 12         | 8     | 2     | 9              | 2              | 41     | 16     |
| 2014/15 | Lekhwiya            | Stars League | 25         | 7          | 0     | 0     | 8              | 3              | 33     | 10     |
| 2015/16 | Lekhwiya            | Stars League | 22         | 10         | 0     | 0     | 7              | 2              | 29     | 12     |
| 2016/17 | Lekhwiya            | Stars League | 25         | 14         | 0     | 0     | 8              | 4              | 33     | 18     |
| 2017/18 | Lekhwiya            | Stars League | 21         | 12         | 1     | 0     | 7              | 1              | 29     | 13     |
| 2018/19 | Lekhwiya            | Stars League | 11         | 7          | 0     | 0     | 3              | 0              | 14     | 7      |
| 2019/20 | Al-Sadd             | Stars League | 19         | 3          | 4     | 1     | 9              | 0              | 32     | 4      |
| 2020/21 | Al-Sadd             | Stars League | 18         | 7          | 5     | 4     | 10             | 1              | 33     | 12     |
| 2021/22 | Al-Duhail           | Stars League | 16         | 5          | 4     | 2     | 6              | 0              | 26     | 7      |
| 2022/23 | Al-Duhail           | Stars League | 18         | 6          | 5     | 3     | 3              | 0              | 26     | 9      |
| 2023    | Yokohama F. Marinos | J1 League    | 9          | 0          | 3     | 1     | 5              | 0              | 17     | 1      |
| 2024    | Yokohama F. Marinos | J1 League    | 11         | 2          | 1     | 0     | 6              | 0              | 18     | 2      |
| 2024    | Jeju United         | K League 1   | 0          | 0          | 0     | 0     | —              | —              | 0      | 0      |
| Totaal  | Totaal              | Totaal       | 288        | 96         | 35    | 12    | 96             | 15             | 419    | 123    |

Bijgewerkt op 28 juli 2024.

## Interlandcarrière
Nam debuteerde in het Zuid-Koreaans voetbalelftal op 9 februari 2011 in een vriendschappelijke wedstrijd tegen Turkije (0–0). Hij mocht van bondscoach Cho Kwang-rae in de basis beginnen en hij werd na 69 minuten naar de kant gehaald voor Choi Sung-kuk. Op 2 september 2011 speelde hij zijn eerste officiële interland in een WK-kwalificatiewedstrijd tegen Libanon (6–0 winst). Op 10 oktober 2014 maakte hij zijn eerste doelpunt, tegen Paraguay (2–0). Op aangeven van Lee Yong tekende hij voor de tweede treffer.
| Interlands van Nam Tae-hee voor Zuid-Korea | Interlands van Nam Tae-hee voor Zuid-Korea | Interlands van Nam Tae-hee voor Zuid-Korea | Interlands van Nam Tae-hee voor Zuid-Korea | Interlands van Nam Tae-hee voor Zuid-Korea | Interlands van Nam Tae-hee voor Zuid-Korea |
| №                                          | Datum                                      | Wedstrijd                                  | Uitslag                                    | Competitie                                 | Goals                                      |
| Als speler bij Valenciennes                | Als speler bij Valenciennes                | Als speler bij Valenciennes                | Als speler bij Valenciennes                | Als speler bij Valenciennes                | Als speler bij Valenciennes                |
| ------------------------------------------ | ------------------------------------------ | ------------------------------------------ | ------------------------------------------ | ------------------------------------------ | ------------------------------------------ |
| 1                                          | 9 februari 2011                            | Turkije – Zuid-Korea                       | 0 – 0                                      | Vriendschappelijk                          |                                            |
| 2                                          | 7 juni 2011                                | Zuid-Korea – Ghana                         | 2 – 1                                      | Vriendschappelijk                          |                                            |
| 3                                          | 10 augustus 2011                           | Japan – Zuid-Korea                         | 3 – 0                                      | Vriendschappelijk                          |                                            |
| 4                                          | 2 september 2011                           | Zuid-Korea – Libanon                       | 6 – 0                                      | WK 2014 kwalificatie                       |                                            |
| 5                                          | 6 september 2011                           | Koeweit – Zuid-Korea                       | 1 – 1                                      | WK 2014 kwalificatie                       |                                            |
| 6                                          | 7 oktober 2011                             | Zuid-Korea – Polen                         | 2 – 2                                      | Vriendschappelijk                          |                                            |
| 7                                          | 11 oktober 2011                            | Zuid-Korea – Verenigde Arabische Emiraten  | 2 – 1                                      | WK 2014 kwalificatie                       |                                            |
| 8                                          | 15 november 2011                           | Libanon – Zuid-Korea                       | 2 – 1                                      | WK 2014 kwalificatie                       |                                            |
| Als speler bij Lekhwiya                    |                                            |                                            |                                            |                                            |                                            |
| 9                                          | 30 mei 2012                                | Spanje – Zuid-Korea                        | 4 – 1                                      | Vriendschappelijk                          |                                            |
| 10                                         | 8 juni 2012                                | Qatar – Zuid-Korea                         | 1 – 4                                      | WK 2014 kwalificatie                       |                                            |
| 11                                         | 15 november 2013                           | Zuid-Korea – Zwitserland                   | 2 – 1                                      | Vriendschappelijk                          |                                            |
| 12                                         | 19 november 2013                           | Rusland – Zuid-Korea                       | 2 – 1                                      | Vriendschappelijk                          |                                            |
| 13                                         | 8 september 2014                           | Zuid-Korea – Uruguay                       | 0 – 1                                      | Vriendschappelijk                          |                                            |
| 14                                         | 10 oktober 2014                            | Zuid-Korea – Paraguay                      | 2 – 0                                      | Vriendschappelijk                          | 32'                                        |
| 15                                         | 14 oktober 2014                            | Zuid-Korea – Costa Rica                    | 1 – 3                                      | Vriendschappelijk                          |                                            |
| 16                                         | 14 november 2014                           | Jordanië – Zuid-Korea                      | 0 – 1                                      | Vriendschappelijk                          |                                            |
| 17                                         | 18 november 2014                           | Iran – Zuid-Korea                          | 1 – 0                                      | Vriendschappelijk                          |                                            |
| 18                                         | 4 januari 2015                             | Saoedi-Arabië – Zuid-Korea                 | 0 – 2                                      | Vriendschappelijk                          |                                            |
| 19                                         | 13 januari 2015                            | Koeweit – Zuid-Korea                       | 0 – 1                                      | AK 2015                                    | 36'                                        |
| 20                                         | 22 januari 2015                            | Zuid-Korea – Oezbekistan                   | 2 – 0                                      | AK 2015                                    |                                            |
| 21                                         | 26 januari 2015                            | Zuid-Korea – Irak                          | 2 – 0                                      | AK 2015                                    |                                            |
| 22                                         | 31 januari 2015                            | Australië – Zuid-Korea                     | 2 – 1                                      | AK 2015                                    |                                            |
| 23                                         | 27 maart 2015                              | Zuid-Korea – Oezbekistan                   | 1 – 1                                      | Vriendschappelijk                          |                                            |
| 24                                         | 31 maart 2015                              | Zuid-Korea – Nieuw-Zeeland                 | 1 – 0                                      | Vriendschappelijk                          |                                            |
| 25                                         | 11 juni 2015                               | Zuid-Korea – Verenigde Arabische Emiraten  | 3 – 0                                      | Vriendschappelijk                          |                                            |
| 26                                         | 8 oktober 2015                             | Koeweit – Zuid-Korea                       | 0 – 1                                      | WK 2018 kwalificatie                       |                                            |
| 27                                         | 13 oktober 2015                            | Zuid-Korea – Jamaica                       | 3 – 0                                      | Vriendschappelijk                          |                                            |
| 28                                         | 12 november 2015                           | Zuid-Korea – Myanmar                       | 4 – 0                                      | WK 2018 kwalificatie                       | 86'                                        |
| 29                                         | 17 november 2015                           | Laos – Zuid-Korea                          | 0 – 5                                      | WK 2018 kwalificatie                       |                                            |
| 30                                         | 24 maart 2016                              | Zuid-Korea – Libanon                       | 1 – 0                                      | WK 2018 kwalificatie                       |                                            |
| 31                                         | 27 maart 2016                              | Thailand – Zuid-Korea                      | 0 – 1                                      | Vriendschappelijk                          |                                            |
| 32                                         | 1 juni 2016                                | Spanje – Zuid-Korea                        | 6 – 1                                      | Vriendschappelijk                          |                                            |
| 33                                         | 11 november 2016                           | Zuid-Korea – Canada                        | 2 – 0                                      | Vriendschappelijk                          |                                            |
| 34                                         | 15 november 2016                           | Zuid-Korea – Oezbekistan                   | 2 – 1                                      | WK 2018 kwalificatie                       | 67'                                        |
| 35                                         | 23 maart 2017                              | China – Zuid-Korea                         | 1 – 0                                      | WK 2018 kwalificatie                       |                                            |
| 36                                         | 28 maart 2017                              | Zuid-Korea – Syrië                         | 1 – 0                                      | WK 2018 kwalificatie                       |                                            |
| 37                                         | 7 juni 2017                                | Irak – Zuid-Korea                          | 0 – 0                                      | Vriendschappelijk                          |                                            |
| 38                                         | 28 maart 2017                              | Qatar – Zuid-Korea                         | 3 – 2                                      | WK 2018 kwalificatie                       |                                            |
| 39                                         | 7 oktober 2017                             | Rusland – Zuid-Korea                       | 4 – 2                                      | Vriendschappelijk                          |                                            |
| 40                                         | 10 oktober 2017                            | Zuid-Korea – Marokko                       | 1 – 3                                      | Vriendschappelijk                          |                                            |
| 41                                         | 7 september 2018                           | Zuid-Korea – Costa Rica                    | 2 – 0                                      | Vriendschappelijk                          | 78'                                        |
| 42                                         | 11 september 2018                          | Zuid-Korea – Chili                         | 0 – 0                                      | Vriendschappelijk                          |                                            |
| 43                                         | 12 oktober 2018                            | Zuid-Korea – Uruguay                       | 2 – 1                                      | Vriendschappelijk                          |                                            |
| 44                                         | 16 oktober 2018                            | Zuid-Korea – Panama                        | 2 – 2                                      | Vriendschappelijk                          |                                            |
| 45                                         | 17 november 2018                           | Australië – Zuid-Korea                     | 1 – 1                                      | Vriendschappelijk                          |                                            |
| 46                                         | 20 november 2018                           | Oezbekistan – Zuid-Korea                   | 0 – 4                                      | Vriendschappelijk                          | 9'                                         |
| Als speler bij Al-Sadd                     |                                            |                                            |                                            |                                            |                                            |
| 47                                         | 10 oktober 2019                            | Zuid-Korea – Sri Lanka                     | 8 – 0                                      | WK 2022 kwalificatie                       |                                            |
| 48                                         | 14 november 2019                           | Libanon – Zuid-Korea                       | 0 – 0                                      | WK 2022 kwalificatie                       |                                            |
| 49                                         | 14 november 2020                           | Mexico – Zuid-Korea                        | 3 – 2                                      | Vriendschappelijk                          |                                            |
| 50                                         | 17 november 2020                           | Qatar – Zuid-Korea                         | 1 – 2                                      | Vriendschappelijk                          |                                            |
| 51                                         | 25 maart 2021                              | Japan – Zuid-Korea                         | 3 – 0                                      | Vriendschappelijk                          |                                            |
| 52                                         | 5 juni 2021                                | Zuid-Korea – Turkmenistan                  | 5 – 0                                      | WK 2022 kwalificatie                       | 45+2'                                      |
| 53                                         | 9 juni 2021                                | Zuid-Korea – Sri Lanka                     | 5 – 0                                      | WK 2022 kwalificatie                       |                                            |
| 54                                         | 13 juni 2021                               | Zuid-Korea – Libanon                       | 2 – 1                                      | WK 2022 kwalificatie                       |                                            |
| Als speler bij Al-Duhail                   |                                            |                                            |                                            |                                            |                                            |
| 55                                         | 2 september 2021                           | Zuid-Korea – Irak                          | 0 – 0                                      | WK 2022 kwalificatie                       |                                            |
| 56                                         | 29 maart 2022                              | Verenigde Arabische Emiraten – Zuid-Korea  | 1 – 0                                      | WK 2022 kwalificatie                       |                                            |

Bijgewerkt op 28 juli 2024.

## Erelijst
| Competitie        |          |                                             |          |          |
| Competitie        | Aantal   | Jaren                                       |          |          |
| Lekhwiya          | Lekhwiya | Lekhwiya                                    | Lekhwiya | Lekhwiya |
| ----------------- | -------- | ------------------------------------------- | -------- | -------- |
| Stars League      | 5        | 2011/12, 2013/14, 2014/15, 2016/17, 2017/18 |          |          |
| Sheikh Jassem Cup | 2        | 2015, 2016                                  |          |          |
| Crown Prince Cup  | 3        | 2013, 2015, 2018                            |          |          |
| Al-Sadd           |          |                                             |          |          |
| Stars League      | 1        | 2020/21                                     |          |          |